# 柳実冬貴
柳実 冬貴（やなぎみ とうき）は日本の小説家、ライトノベル作家。千葉県在住。
『量産型はダテじゃない』で第19回ファンタジア長編小説大賞準入選を果たし、同作品でデビュー。

## 人物
初めてプレイした美少女ゲームの『ToHeart』に影響され、中学生時代から未発表の小説作品を書き始める。中学校時代の夢は、「毎日映画を見ながらダラダラできる仕事に就職すること」であった。
また、自身の作品『Re:バカは世界を救えるか?』のドラマCDにて、『ToHeart』に声をあてていた堀江由衣が出演したことについて、思いもよらず嬉しかったと語っている。

## 作品リスト

### ライトノベル
富士見ファンタジア文庫
- 『量産型はダテじゃない』（2007年9月 - 2008年12月、イラスト：銃爺、全5巻）
- 『Re:バカは世界を救えるか?』（2010年6月 - 2011年8月、イラスト：一葉モカ、全5巻）
- 『対魔導学園35試験小隊』（2012年5月 - 2016年7月、イラスト：切符、全15巻）
- 『コール・オブ・メディック 黒腕の衛生兵、戦場の万死を払う』（2019年5月 - 9月、イラスト：カカオ・ランタン、全2巻）
- 『ブロークン 落陽騎士は偽り姫に凱旋を捧ぐ』（2022年8月 - 、イラスト：岩本ゼロゴ、既刊1巻）

MF文庫J
- 『ヴァンキッシュ・オーバーロード』（2014年5月 - 2015年5月、イラスト：白味噌、全4巻）
- 『英雄なき世界にラスボスたちを』（2017年1月 - 6月、イラスト：をん、全2巻）
- 『いわくつき魔族教師と天使候補生』（2018年7月、イラスト：xin、全1巻）

### ウェブトゥーン
HykeComic
- 『魔眼の復讐者 ブラッドパラサイト』（2022年12月 - 2024年3月、作画：SYNAPSE HEAR、全75話）  - 原作・脚本担当